# رهبر دانش
رهبر دانش مجله‌ای دولتی به زبان فارسی تاجیکی بود که در سال‌های دهه ۱۹۲۰ در سمرقند منتشر می‌شد. این مجله در آغاز به خط فارسی نوشته می‌شد. پس از مدتی بر پایه تصمیم دولت به تغییر خط، مقاله‌های آن به دو خط فارسی و لاتین نوشته می‌شد. 